# NK Dubravčan Donja Dubrava
Nogometni klub Dubravčan Donja Dubrava hrvatski je nogometni klub iz Donje Dubrave u Međimurskoj županiji.

## Povijest
Nogometni klub Dubravčan Donja Dubrava osnovan je 1927. godine.

## Pregled plasmana po sezonama
Izvori: 
| Sezona    | Liga                        | Broj klubova  | Plasman       |
| --------- | --------------------------- | ------------- | ------------- |
| 1959./60. | Podsavezna liga             | 8             | 6. mjesto     |
| 1960./61. | Podsavezna liga             | 10            | 10. mjesto    |
| 1961./62. | Podsavezna liga             | 11            | 10. mjesto    |
| 1962./63. | Podsavezni razred           | 8             | 5. mjesto     |
| 1963./64. | Centar Prelog               | 7             | 1. mjesto     |
| 1964./65. | Podsavezna liga             | 12            | 9. mjesto     |
| 1965./66. | Podsavezna liga             | 14            | 5. mjesto     |
| 1966./67. | Podsavezna liga             | 13            | 5. mjesto     |
| 1967./68. | Područna liga               | 14            | 11. mjesto    |
| 1968./69. | Međimurska liga             | 14            | 14. mjesto    |
| 1969./70. | Područna liga               | 8             | 6. mjesto     |
| 1970./71. | Područna liga               | 13            | 8. mjesto     |
| 1971./72. | Područna liga               | 14            | 13. mjesto    |
| 1972./73. | Centar Prelog               | 6             | 3. mjesto     |
| 1973./74. | Centar Prelog               | 7             | 2. mjesto     |
| 1974./75. | Centar Prelog               | 10            | 6. mjesto     |
| 1975./76. | nema podataka               | nema podataka | nema podataka |
| 1976./77. | Centar Prelog               | 10            | 4. mjesto     |
| 1977./78. | nema podataka               | nema podataka | nema podataka |
| 1978./79. | Centar Prelog               | 9             | 7. mjesto     |
| 1979./80. | Centar Prelog               | 12            | 6. mjesto     |
| 1980./81. | Centar Prelog               | 12            | 8. mjesto     |
| 1981./82. | Centar Prelog               | 12            | 3. mjesto     |
| 1982./83. | Centar Prelog               | 12            | 1. mjesto     |
| 1983./84. | II. međimurska liga – Istok | 11            | 2. mjesto     |

## Vanjske poveznice
- Janja Kovač, Slaven Ujlaki, 90 godina nogometa u Donjoj Dubravi 1927. - 2017., Nogometni klub Dubravčan Donja Dubrava, Donja Dubrava, 2017.

- Profil, HNS Semafor